# Могох (Гергебильский район)
Могох — село (аул) в Гергебильском районе Республики Дагестан. Административный центр сельского поселения «Сельсовет Могохский».

## Географическое положение
Аул расположен на пологом южном склоне долины реки Цечетляр в отрогах Гимринского хребта, на высоте примерно 1000 метров над уровнем моря. Расстояние до райцентра Гергебиль — 18 км. На севере в 5,5 км — село Майданское Унцукульского района, на северо-западе — в 4,5 км — село Гоцоб, и в 2,5 км на юге — село Чалда. От развилки дорог, на Красном мосту, где сливаются реки Кара-Койсу и Аварское Койсу, до села — 5 км.

## Население
| 1888 | 1895 | 1926 | 1939 | 1970 | 1989 | 2002 |
| ---- | ---- | ---- | ---- | ---- | ---- | ---- |
| 598  | ↗622 | ↘538 | ↗590 | ↘425 | ↘377 | ↗523 |
| 2010 | 2021 |      |      |      |      |      |
| ↘274 | ↗762 |      |      |      |      |      |

## Социальная инфраструктура
В селе действует средняя школа, имеется торговый центр.